# 大阪府警察
大阪府警察（おおさかふけいさつ、英: Osaka Prefectural Police）は、警察法第36条により大阪府に設置される警察組織。大阪府内を管轄区域とし、大阪府警と略称する。
警察法上、警察庁近畿管区警察局の監督を受け、かつ大阪府公安委員会の管理を受ける。給与支払者は大阪府知事である。

## 沿革
- 1868年（慶応4年）8月 - 大阪府に、府兵「浪華隊」を置く。
- 1870年（明治3年）7月 - 捕亡吏を置く。
- 1871年（明治4年）1月 - 取締番卒に改称。
- 1872年（明治5年）3月 - 取締邏卒に改称。
- 1874年（明治7年）7月 - 大阪府庁に警察課を置く。
- 1875年（明治8年）11月 - 邏卒を巡査に改称。
- 1876年（明治9年）2月 - 大阪府第四課に改称。
- 1880年（明治13年）4月 - 大阪府警察本署に改称。
- 1881年（明治14年）-  堺県を編入。
- 1886年（明治19年）7月 - 大阪府警察本部に改称。
- 1887年（明治20年）11月 - 奈良県が分離される。
- 1890年（明治23年）10月 - 大阪府警察部に改称。
- 1899年（明治32年）7月 - 条約改正で居留地が廃止になり、居留地警察も廃止される。
- 1905年（明治38年）4月 - 大阪府第四部に改称。
- 1907年（明治40年）7月 - 大阪府警察部に改称。
- 1911年（明治44年）5月 - 特別高等警察課を設置。
- 1943年（昭和18年）12月 - 局制が敷かれ大阪府警察局と改称。
- 1944年（昭和19年）4月 - 警備隊を設置。
- 1945年（昭和20年）10月 - 特別高等警察課が廃止。
- 1946年（昭和21年）1月 - 再び大阪府警察部と改称。
- 1946年（昭和21年）2月 - 警備隊を廃止。
- 1948年（昭和23年）- 旧警察法施行により大阪府警察部は国家地方警察大阪府本部、大阪市警視庁、その他市町村自治体警察に再編。
- 1954年（昭和29年）7月1日 - 新警察法施行により警察の中央集権体制が復活。国家地方警察大阪府本部、その他市町村自治体警察が統合され大阪府警察に再々編。
- 1955年（昭和30年）7月1日 - 大阪市警察を統合。本部に防犯部・警ら交通部・大阪市警察部を新設。
- 1959年（昭和34年）11月1日 - 警ら交通部を交通部・警ら部に分割。
- 1969年（昭和44年）4月1日 - 交通部交通管理課を交通規制課に改称。大阪府警察機動捜査隊・大阪府警察自動車警ら隊・大阪府警察交通機動警ら隊・大阪府警察大阪市警察部自動車警ら隊を統合し、警ら部に大阪府警察機動警察隊（5隊）を発足。大阪府警察機動隊を第一機動隊・第二機動隊に再編。豊能警察署の除く各警察署に直轄警ら隊を新設。
- 1978年、日本で初めて、専従班を置いての「見当たり捜査」を開始。
- 1994年（平成6年）4月1日 - 関西空港警察署を新設[1]。
- 2012年（平成24年）7月2日 - 交野警察署を新設[2]。
- 2012年（平成24年）8月7日 - 大阪府警察本部組織条例の一部を改正する条例（平成24年大阪府条例第100号）施行により、副本部長を新設。
- 2021年（令和3年）7月1日 - 中堺警察署を新設。
- 2022年（令和4年）4月1日 - 警務部に高度情報推進局、刑事部に特殊詐欺捜査課を新設。

現在の警察本部本庁舎は、1998年（平成10年）に着工、2008年（平成20年）に竣工し、現在の庁舎に至る。設計は、大阪城を意識したもので、黒川紀章が手掛けた。

## 組織
組織については、大阪府警察組織規則によって定められている。
本部長の下に副本部長が置かれており、警視庁・皇宮警察を除けば、副本部長が置かれているのは大阪のみである。

### 総務部
- 総務課
  - 公安委員会事務担当室
  - 取調べ監督室
  - 証拠品管理センター
- 広報課
  - 音楽隊
- 会計課
  - 監査室
- 施設課
  - 庁舎管理室
- 装備課
- 留置管理課
  - 新北島別館（住之江区、国内最大規模の女性専用留置施設）
  - 留置業務支援室
- 府民応接センター
  - 情報公開室

### 警務部
- 警務課
- 給与課
- 教養課
  - 術科指導室
  - 通訳センター
  - 総合訓練センター
- 厚生課
  - 職員相談室
- 監察室
- 健康管理センター
- 高度情報推進局
  - 高度情報推進課
  - サイバーセキュリティ対策課

### 生活安全部
- 生活安全総務課
  - 人身安全対策室
- 府民安全対策課
- サイバー犯罪捜査課
- 保安課
- 生活環境課
- 生活経済課
- 少年課
  - 「アイ・キャッチャー」（女子の非行・被害事案を専門に担当する女性捜査班）
  - 少年育成室
  - 児童虐待対策室
- 生活安全特別捜査隊

### 地域部
- 地域総務課
  - 地域指導室
  - ステップアップセンター
- 通信指令室
- 方面機動警ら隊
  - 第一方面機動警ら隊
    - 関目分駐所

  - 第二方面機動警ら隊
    - 淀川分駐所

  - 第三方面機動警ら隊
    - 高石分駐所
- 鉄道警察隊
  - 大阪駅分駐所
  - 新大阪駅分駐所
  - 京橋駅分駐所
  - 天王寺駅分駐所

### 刑事部
- 刑事総務課
  - 特別捜査班「ライトウィンズ」
- 捜査第一課
  - 特殊犯捜査係（MAAT）
- 捜査第二課
  - 告訴センター
- 捜査第三課
- 捜査第四課
  - 暴力団対策室
- 薬物対策課
- 国際捜査課
- 特殊詐欺捜査課
- 捜査共助課
  - 見当たり捜査班
- 鑑識課
  - 鑑定指導室
- 検視調査課（2016年4月発足。全国初の検視専門課）
- 科学捜査研究所（東警察署内）
- 機動捜査隊
- 刑事特別捜査隊

### 交通部
- 交通総務課
  - 交通安全調査室
  - 自転車対策室
- 交通規制課
  - 交通管制センター
- 交通指導課
  - 交通反則通告センター
- 交通捜査課
  - 暴走族対策室
- 駐車管理課（2016年4月、旧駐車対策課を改組）
- 運転免許課
  - 高齢運転者等支援室（2020年4月発足）
  - 安全運転学校
- 門真運転免許試験場
- 光明池運転免許試験場
- 交通機動隊
- 高速道路交通警察隊

### 警備部
- 警備総務課
- 警備第一課
  - 警衛警護室
- 警備第二課
- 公安第一課
- 公安第二課
- 公安第三課
- 外事課
  - 国際テロ対策室
- 第一機動隊
- 第二機動隊
- 第三機動隊
- 航空隊

### 犯罪対策戦略本部
2020年（令和2年）4月に犯罪「抑止」戦略本部から、犯罪「対策」戦略本部に名称変更。

重要事件発生の際、防犯カメラ画像の収集・解析・分析業務を担当する。

### 方面本部
- 第一方面本部（大阪市中央区大手前三丁目）

第一方面区（大淀、曾根崎、天満、都島、福島、此花、東、南、西、港、旭、城東、鶴見及び大阪水上の各警察署管轄区域）
- 第二方面本部（大阪市住之江区南港北一丁目）

第二方面区（大正、天王寺、浪速、東成、生野、阿倍野、住之江、住吉、東住吉、平野及び西成の各警察署管轄区域）
- 第三方面本部（池田市空港二丁目）

第三方面区（西淀川、淀川、東淀川、高槻、茨木、摂津、吹田、豊能、箕面、池田、豊中及び豊中南の各警察署管轄区域）
- 第四方面本部（門真市一番町）

第四方面区（羽曳野、富田林、枚岡、河内、布施、八尾、松原、柏原、枚方、寝屋川、四條畷、交野、門真及び守口の各警察署管轄区域）
- 第五方面本部（堺市中区深井沢町）

第五方面区（堺、北堺、西堺、南堺、中堺、高石、泉大津、和泉、岸和田、貝塚、関西空港、泉佐野、泉南、黒山及び河内長野の各警察署管轄区域）

### 堺市警察部
（部長は第五方面本部長が兼務）

### 大阪府警察学校
- 旧警察学校（廃止）大阪府交野市東倉治4丁目7−1
- 初任教養部 大阪府泉南郡田尻町りんくうポート南1-1
- 専科教養部 大阪市城東区関目6丁目2−13

交野校は2013年4月、りんくうタウンに移転した。

## 装備
- パトカー - 約301台（ミニ69）
- 特殊車両 - 978台
- 船舶 - 19隻
- ヘリコプター - 6機

## 警察署

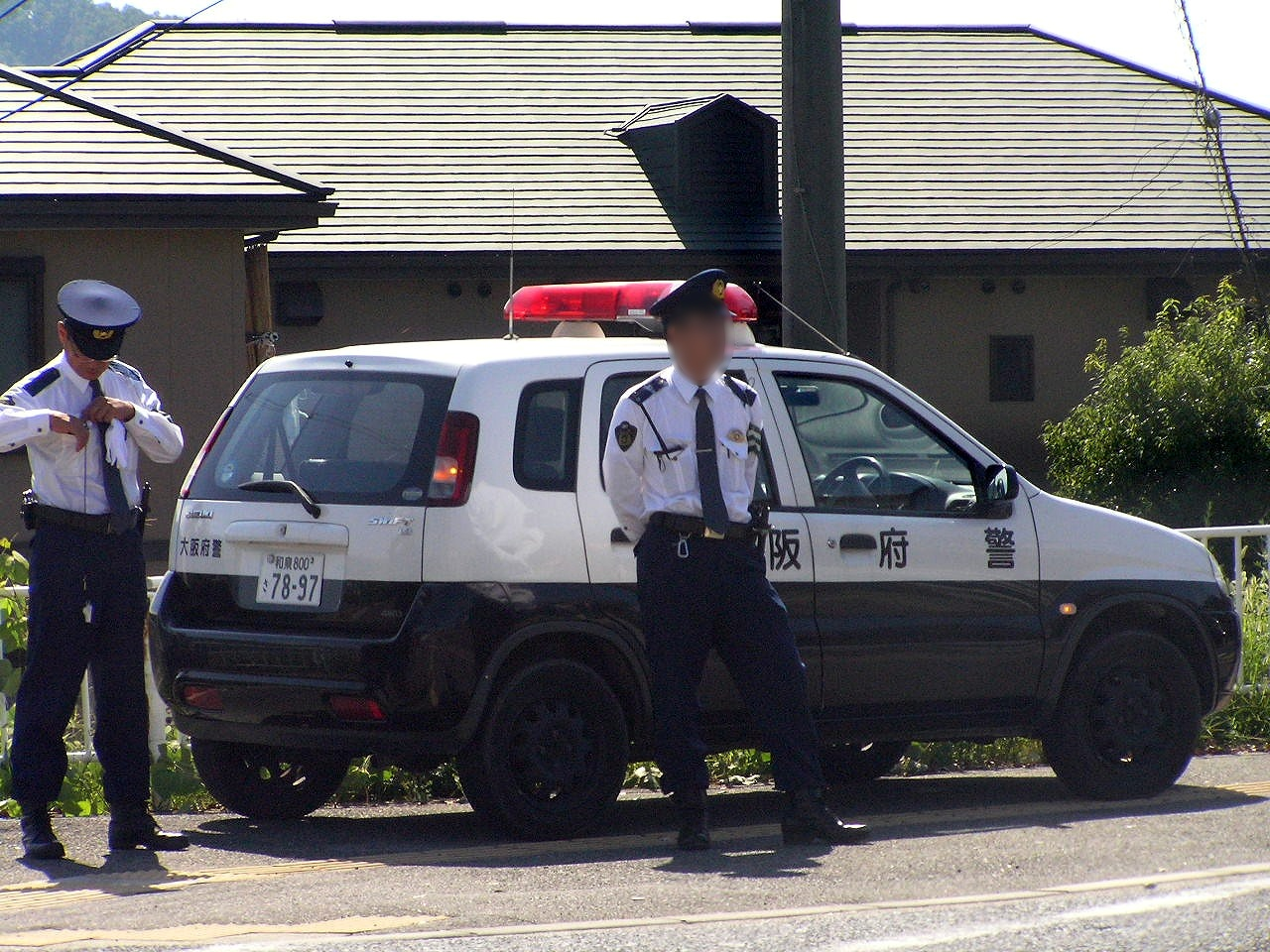
大阪府警察官とパトロールカー（車種：スズキ・スイフト）

大阪市内の警察署のうち区名がついている警察署は原則としてその区を所轄している。
大阪府警察は66警察署、601交番、46駐在所。
警察署長の階級は警視であるが、大規模署（曽根崎・天満・東・南・浪速・西成・淀川・布施・堺）は警視正である。
- 総務課
- 会計課（係）
- 留置管理課（係）
- 生活安全課
- 地域課（610交番、46駐在所）
- 刑事課
- 交通課
- 警備課
- 直轄警察隊

### 第一方面
警察署数は14。※警察車両のナンバー地名はすべて「なにわ」である。
| ※      | 地域 | 警察署名称     | 所在地 | 所在地                      | 管轄区域 | 管轄区域                         |
| ------ | ---- | -------------- | ------ | --------------------------- | -------- | -------------------------------- |
| なにわ | 都心 | 大淀警察署     | 大阪市 | 北区中津一丁目5番25号       | 大阪市   | 北区（旧：大淀区域）             |
| なにわ | 都心 | 曽根崎警察署   | 大阪市 | 北区曽根崎二丁目16番14号    | 大阪市   | 北区（梅田・扇町周辺）           |
| なにわ | 都心 | 天満警察署     | 大阪市 | 北区西天満一丁目12番12号    | 大阪市   | 北区（天満・中之島周辺）         |
| なにわ | 都心 | 東警察署       | 大阪市 | 中央区本町一丁目3番18号     | 大阪市   | 中央区（旧：東区域）             |
| なにわ | 都心 | 南警察署       | 大阪市 | 中央区東心斎橋一丁目5番26号 | 大阪市   | 中央区（旧：南区域）             |
| なにわ | 都心 | 西警察署       | 大阪市 | 西区川口二丁目6番3号        | 大阪市   | 西区                             |
| なにわ | 都心 | 福島警察署     | 大阪市 | 福島区吉野三丁目17番19号    | 大阪市   | 福島区                           |
| なにわ | 東成 | 都島警察署     | 大阪市 | 都島区都島北通一丁目7番1号  | 大阪市   | 都島区                           |
| なにわ | 東成 | 旭警察署       | 大阪市 | 旭区中宮一丁目4番1号        | 大阪市   | 旭区                             |
| なにわ | 東成 | 城東警察署     | 大阪市 | 城東区中央一丁目9番38号     | 大阪市   | 城東区                           |
| なにわ | 東成 | 鶴見警察署     | 大阪市 | 鶴見区諸口六丁目1番1号      | 大阪市   | 鶴見区                           |
| なにわ | 西成 | 此花警察署     | 大阪市 | 此花区春日出北一丁目3番1号  | 大阪市   | 此花区                           |
| なにわ | 西成 | 港警察署       | 大阪市 | 港区市岡一丁目6番22号       | 大阪市   | 港区（海岸通を除く）             |
| なにわ | 西成 | 大阪水上警察署 | 大阪市 | 港区海岸通一丁目5番1号      | 大阪市   | 港区海岸通・水面（大阪湾・河川） |

### 第二方面
警察署数は11。※警察車両のナンバー地名はすべて「なにわ」である。
| ※      | 地域 | 警察署名称   | 所在地 | 所在地                        | 管轄区域 | 管轄区域 |
| ------ | ---- | ------------ | ------ | ----------------------------- | -------- | -------- |
| なにわ | 西成 | 大正警察署   | 大阪市 | 大正区小林東三丁目4番21号     | 大阪市   | 大正区   |
| なにわ | 都心 | 天王寺警察署 | 大阪市 | 天王寺区六万体町5番8号        | 大阪市   | 天王寺区 |
| なにわ | 都心 | 浪速警察署   | 大阪市 | 浪速区日本橋五丁目5番11号     | 大阪市   | 浪速区   |
| なにわ | 東成 | 東成警察署   | 大阪市 | 東成区大今里西一丁目25番15号  | 大阪市   | 東成区   |
| なにわ | 東成 | 生野警察署   | 大阪市 | 生野区勝山北三丁目14番12号    | 大阪市   | 生野区   |
| なにわ | 住吉 | 阿倍野警察署 | 大阪市 | 阿倍野区阿倍野筋五丁目13番5号 | 大阪市   | 阿倍野区 |
| なにわ | 住吉 | 住之江警察署 | 大阪市 | 住之江区新北島三丁目1番57号   | 大阪市   | 住之江区 |
| なにわ | 住吉 | 住吉警察署   | 大阪市 | 住吉区東粉浜三丁目28番3号     | 大阪市   | 住吉区   |
| なにわ | 住吉 | 東住吉警察署 | 大阪市 | 東住吉区東田辺二丁目11番39号  | 大阪市   | 東住吉区 |
| なにわ | 住吉 | 平野警察署   | 大阪市 | 平野区喜連西六丁目2番51号     | 大阪市   | 平野区   |
| なにわ | 西成 | 西成警察署   | 大阪市 | 西成区萩之茶屋二丁目4番2号    | 大阪市   | 西成区   |

### 第三方面
警察署数は12。※警察車両のナンバー地名は大阪市が「なにわ」、三島・豊能地域が「大阪」である。
| ※      | 地域 | 警察署名称   | 所在地                            | 管轄区域             |
| ------ | ---- | ------------ | --------------------------------- | -------------------- |
| なにわ | 西成 | 西淀川警察署 | 大阪市西淀川区千舟二丁目6番24号   | 大阪市西淀川区       |
| なにわ | 西成 | 淀川警察署   | 大阪市淀川区十三本町三丁目7番27号 | 大阪市淀川区         |
| なにわ | 西成 | 東淀川警察署 | 大阪市東淀川区豊新一丁目6番18号   | 大阪市東淀川区       |
| 大阪   | 三島 | 高槻警察署   | 高槻市野見町2番4号                | 高槻市、三島郡島本町 |
| 大阪   | 三島 | 茨木警察署   | 茨木市中穂積一丁目6番38号         | 茨木市               |
| 大阪   | 三島 | 摂津警察署   | 摂津市南千里丘4番39号             | 摂津市               |
| 大阪   | 三島 | 吹田警察署   | 吹田市穂波町13番33号              | 吹田市               |
| 大阪   | 豊能 | 豊能警察署   | 豊能郡能勢町地黄650番地の4        | 豊能郡豊能町、能勢町 |
| 大阪   | 豊能 | 箕面警察署   | 箕面市箕面五丁目11番35号          | 箕面市               |
| 大阪   | 豊能 | 池田警察署   | 池田市大和町1番1号                | 池田市               |
| 大阪   | 豊能 | 豊中警察署   | 豊中市南桜塚三丁目4番11号         | 豊中市北部・大阪空港 |
| 大阪   | 豊能 | 豊中南警察署 | 豊中市庄内西町五丁目1番10号       | 豊中市南部           |

### 第四方面
警察署数は14。※警察車両のナンバー地名は北河内地域・東大阪市・八尾市が「大阪」、柏原市・南河内地域が「和泉」である。
| ※    | 地域   | 警察署名称   | 所在地                      | 管轄区域                                      |
| ---- | ------ | ------------ | --------------------------- | --------------------------------------------- |
| 大阪 | 北河内 | 枚方警察署   | 枚方市大垣内町二丁目16番8号 | 枚方市西部                                    |
| 大阪 | 北河内 | 交野警察署   | 交野市倉治一丁目40番1号     | 交野市、枚方市東部                            |
| 大阪 | 北河内 | 寝屋川警察署 | 寝屋川市豊野町26番26号      | 寝屋川市                                      |
| 大阪 | 北河内 | 四條畷警察署 | 大東市深野三丁目28番1号     | 大東市、四條畷市                              |
| 大阪 | 北河内 | 門真警察署   | 門真市柳町13番14号          | 門真市                                        |
| 大阪 | 北河内 | 守口警察署   | 守口市京阪本通二丁目6番10号 | 守口市                                        |
| 大阪 | 中河内 | 布施警察署   | 東大阪市下小阪四丁目1番48号 | 東大阪市西部（旧布施市）                      |
| 大阪 | 中河内 | 河内警察署   | 東大阪市稲葉一丁目7番1号    | 東大阪市中部（旧河内市）                      |
| 大阪 | 中河内 | 枚岡警察署   | 東大阪市桜町1番8号          | 東大阪市東部（旧枚岡市）                      |
| 大阪 | 中河内 | 八尾警察署   | 八尾市高町3番18号           | 八尾市                                        |
| 和泉 | 中河内 | 柏原警察署   | 柏原市古町二丁目9番9号      | 柏原市                                        |
| 和泉 | 南河内 | 羽曳野警察署 | 羽曳野市誉田四丁目2番1号    | 羽曳野市、藤井寺市                            |
| 和泉 | 南河内 | 富田林警察署 | 富田林市常盤町2番7号        | 富田林市、南河内郡:河南町、太子町、千早赤阪村 |
| 和泉 | 南河内 | 松原警察署   | 松原市阿保一丁目2番26号     | 松原市                                        |

### 第五方面
警察署数は15。※警察車両のナンバー地名は堺市が「堺」、南河内・泉州地域が「和泉」である。
| ※    | 地域   | 警察署名称     | 所在地                      | 管轄区域                                                     |
| ---- | ------ | -------------- | --------------------------- | ------------------------------------------------------------ |
| 和泉 | 南河内 | 河内長野警察署 | 河内長野市西之山町6番1号    | 河内長野市                                                   |
| 和泉 | 南河内 | 黒山警察署     | 堺市美原区小平尾377番地2    | 大阪狭山市                                                   |
| 堺   | 泉北   | 黒山警察署     | 堺市美原区小平尾377番地2    | 堺市東区・美原区                                             |
| 堺   | 泉北   | 堺警察署       | 堺市堺区市之町西一丁1番17号 | 堺市堺区                                                     |
| 堺   | 泉北   | 北堺警察署     | 堺市北区新金岡町一丁1番1号  | 堺市北区                                                     |
| 堺   | 泉北   | 西堺警察署     | 堺市西区鳳東町四丁338番地   | 堺市西区                                                     |
| 堺   | 泉北   | 南堺警察署     | 堺市南区桃山台二丁2番1号    | 堺市南区                                                     |
| 堺   | 泉北   | 中堺警察署     | 堺市中区深井沢町2470番地17  | 堺市中区                                                     |
| 和泉 | 泉北   | 高石警察署     | 高石市羽衣四丁目2番23号     | 高石市                                                       |
| 和泉 | 泉北   | 泉大津警察署   | 泉大津市田中町2番12号       | 泉大津市（東豊中町三丁目を除く）、泉北郡忠岡町、和泉市の一部 |
| 和泉 | 泉北   | 和泉警察署     | 和泉市伯太町二丁目1番7号    | 和泉市（一部を除く）、泉大津市東豊中町三丁目                 |
| 和泉 | 泉南   | 岸和田警察署   | 岸和田市作才町1057番地      | 岸和田市                                                     |
| 和泉 | 泉南   | 貝塚警察署     | 貝塚市海塚167番地           | 貝塚市                                                       |
| 和泉 | 泉南   | 関西空港警察署 | 泉南郡田尻町泉州空港中1番地 | 関西国際空港・連絡橋                                         |
| 和泉 | 泉南   | 泉佐野警察署   | 泉佐野市上町二丁目1番1号    | 泉佐野市、泉南郡:熊取町、田尻町                              |
| 和泉 | 泉南   | 泉南警察署     | 阪南市尾崎町70番地          | 阪南市、泉南市、泉南郡:岬町                                  |

## 歴代警察本部長
| 氏名       | 在任期間                                               | 前職                                                                 | 主な後職                                                      |
| ---------- | ------------------------------------------------------ | -------------------------------------------------------------------- | ------------------------------------------------------------- |
| 阿部泉     | 1952年（昭和27年） - 1954年（昭和29年）                | 大阪府国家地方警察隊長                                               |                                                               |
| 中川淳     | 1955年（昭和30年） - 1958年（昭和33年）                | 近畿管区警察局長                                                     | 退職（大阪府人事委員会委員長）                                |
| 熊野徳次郎 | 1958年（昭和33年） - 1961年（昭和36年）                | 中国管区警察局長                                                     | 退職（関西経済開発連合会）                                    |
| 山本幸雄   | 1961年（昭和36年） - 1962年（昭和37年）                | 警察庁長官官房長                                                     | 建設省大臣官房長                                              |
| 湯浅定晴   | 1962年（昭和37年） - 1965年（昭和40年）                | 北海道警察本部長                                                     | 退職（関西石油株式会社常務取締役）                            |
| 養老       | 1965年（昭和40年） - 1966年（昭和41年）                | 中部管区警察局長                                                     | 退職（財団法人厚生団常務理事）                                |
| 濱中英二   | 1966年（昭和41年） - 1968年（昭和43年）                | 警察庁長官官房長                                                     | 近畿管区警察局長                                              |
| 高松敬治   | 1968年（昭和43年） - 1969年（昭和44年）                | 静岡県警察本部長                                                     | 警察大学校長                                                  |
| 浅沼清太郎 | 1969年（昭和44年） - 1971年（昭和46年）                | 警察庁長官官房長                                                     | 警察庁警務局長                                                |
| 前田利明   | 1971年（昭和46年） - 1973年（昭和48年）                | 警察大学校長                                                         | 退職（弁護士）                                                |
| 片岡誠     | 1973年（昭和48年） - 1974年（昭和49年）                | 警察庁交通局長                                                       | 退職（地域振興整備公団理事）                                  |
| 雨森和雄   | 1974年（昭和49年） - 1975年（昭和50年）                | 皇宮警察本部長                                                       | 退職（京浜外貿埠頭公団理事）                                  |
| 下稲葉耕吉 | 1975年（昭和50年） - 1977年（昭和52年）                | 警察庁長官官房長                                                     | 内閣官房内閣調査室長                                          |
| 吉田六郎   | 1977年（昭和52年） - 1979年（昭和54年）                | 警察庁刑事局保安部長                                                 | 退職（日本電設工業株式会社取締役勤労部長）                    |
| 半田博     | 1979年（昭和54年） - 1980年（昭和55年）                | 北海道警察本部長                                                     | 関東管区警察局長                                              |
| 杉原正     | 1980年（昭和55年） - 1982年（昭和57年）                | 警察庁交通局長                                                       | 警察大学校長                                                  |
| 谷口守正   | 1982年（昭和57年） - 1984年（昭和59年）                | 警察庁刑事局保安部長                                                 | 内閣官房内閣調査室長                                          |
| 四方修     | 1984年（昭和59年） - 1986年（昭和61年）                | 愛知県警察本部長                                                     | 退職（関西電力株式会社顧問）                                  |
| 鈴木良一   | 1986年（昭和61年） - 1988年（昭和63年）                | 警察庁長官官房長                                                     | 警察庁次長                                                    |
| 新田勇     | 1988年（昭和63年） - 1989年（平成元年）                | 警察庁警備局長                                                       | 退職（在スリランカ日本国大使館特命全権大使）                  |
| 椿原正博   | 1989年（平成元年） - 1991年（平成3年）                 | 警察庁警務局長                                                       | 退職（セコム株式会社副社長）                                  |
| 中門弘     | 1991年（平成3年） - 1992年（平成4年）                  | 警察庁刑事局長                                                       | 退職（環境庁公害健康被害補償不服審査会委員）                  |
| 関口祐弘   | 1992年（平成4年） - 1994年（平成6年）                  | 警察庁刑事局保安部長                                                 | 警察庁長官官房長                                              |
| 前田健治   | 1994年（平成6年） - 1996年（平成8年）                  | 警視庁副総監                                                         | 警察庁長官官房長                                              |
| 廣瀬権     | 1996年（平成8年） - 1998年（平成10年）                 | 警視庁副総監                                                         | 退職（全日本空輸株式会社常勤顧問）                            |
| 佐藤英彦   | 1999年（平成11年） - 2000年（平成12年）                | 警察庁刑事局長                                                       | 警察庁次長                                                    |
| 漆間巌     | 2000年（平成12年） - 2001年（平成13年）                | 警視庁副総監                                                         | 警察庁警備局長                                                |
| 奥村萬壽雄 | 2001年（平成13年） - 2002年（平成14年）                | 警視庁副総監                                                         | 警察庁警備局長                                                |
| 鎌原俊二   | 2002年（平成14年） - 2004年（平成16年）                | 警察庁長官官房審議官（交通局担当）                                   | 退職                                                          |
| 米村敏朗   | 2004年（平成16年） - 2005年（平成17年）                | 警察庁長官官房審議官（警備局担当）                                   | 警視庁副総監                                                  |
| 近石康宏   | 2005年（平成17年） - 2007年（平成19年）9月             | 関東管区警察局長                                                     | 退職                                                          |
| 縄田修     | 2007年（平成19年） - 2009年（平成21年）3月31日         | 警察庁刑事局長                                                       | 退職                                                          |
| 植松信一   | 2009年（平成21年）3月31日 - 2010年（平成22年）3月31日  | 警視庁副総監                                                         | 内閣情報官                                                    |
| 舟本馨     | 2010年（平成22年）3月31日 - 2011年（平成23年）10月25日 | 警察庁長官官房首席監察官                                             | 警察庁刑事局長                                                |
| 坂口正芳   | 2011年（平成23年）10月25日 - 2013年（平成25年）1月25日 | 警察庁長官官房総括審議官                                             | 警察庁長官官房長                                              |
| 田中法昌   | 2013年（平成25年）1月25日 - 2014年（平成26年）1月28日  | 警察庁長官官房審議官（生活安全局担当）                               | 退職                                                          |
| 三浦正充   | 2014年（平成26年）1月28日 - 2015年（平成27年）1月23日  | 警察庁長官官房首席監察官                                             | 警察庁刑事局長                                                |
| 樋口眞人   | 2015年（平成27年）1月23日 - 2016年（平成28年）8月10日  | 福岡県警察本部長                                                     | 退職                                                          |
| 村田隆     | 2016年（平成28年）8月10日 - 2018年（平成30年）1月18日  | 警察庁長官官房総括審議官                                             | 警察庁警備局長                                                |
| 廣田耕一   | 2018年（平成30年）1月18日 - 2019年（平成31年）1月9日   | 警察大学校警察政策研究センター所長                                   | 退職                                                          |
| 石田高久   | 2019年（平成31年）1月10日 - 2020年（令和2年）1月16日   | 警察大学校特別捜査幹部研修所長                                       | 退職                                                          |
| 藤本隆史   | 2020年（令和2年）1月17日 - 2021年（令和3年）1月15日    | 警察庁長官官房総括審議官                                             | 警察庁刑事局長                                                |
| 井上一志   | 2021年（令和3年）1月15日 - 2022年 (令和4年) 3月30日    | 内閣官房内閣審議官                                                   | 退職                                                          |
| 野村護     | 2022年 (令和4年) 3月30日 - 2023年 (令和5年) 3月20日    | 福岡県警察本部長                                                     | 警察庁長官官房付（2023年（令和5年）4月1日付で宮内庁管理部長） |
| 向山喜浩   | 2023年 (令和5年) 3月20日 - 2024年（令和6年）8月26日    | 内閣官房内閣審議官（内閣情報調査室兼内閣官房国際テロ情報集約室次長） | 退職                                                          |
| 岩下剛     | 2024年（令和6年）8月26日 -                             | 福岡県警察本部長                                                     |                                                               |

## 自己推薦採用制度
全国の警察組織としては初めての制度で、自己推薦の事前選考で合格すれば加点され、教養試験や論文の配点比率が下がる。
従来の一般方式の座学の配点よりも、体力・気力を重視しており、スポーツなどで全国水準の優れた実績等を残した受験者を対象にした採用制度である。
平成26年度より毎年数回、募集定員の1割程度を採用している。引退した選手のセカンドキャリアの受け皿として、元プロ野球選手の西川拓喜や庄司龍二などが受験し採用されている。

## 事件や諸問題

### 主な事件
- 西成暴動

### 不祥事

#### 2000年代以前
- 1970年（昭和45年）2月15日、暴力団と警察官の癒着を内偵捜査していた刑事部捜査第二課は、同じ刑事部の捜査第四課の筆頭課長補佐を逮捕。暴力団から捜査情報の見返りとして40万円の小切手を受け取った疑い[8]。
- 1982年（昭和57年）11月、賭博ゲーム機汚職事件。多くの警察署で、防犯課（現在は「生活安全課」）の捜査員が取締情報を対象店に洩らし、見返りに現金を受け取っていた。現職3人・退職者2人・店関係者10人を贈収賄で逮捕、警察官124人懲戒処分。当時の本部長だった杉原正・警察大学校長が責任を取り自殺。
- 1988年（昭和63年）2月、警察官ネコババ事件。堺南警察署（現在の西堺警察署）槙塚台派出所（現在の南堺警察署槙塚台交番）の巡査が拾得物の現金15万円を着服（ネコババ）し、身内の不祥事を隠蔽するため、現金を届けた妊婦に着服のぬれぎぬを着せ、堺南署が組織ぐるみで犯人に仕立てあげようとした事件。他の誤認逮捕、冤罪事案では、犯人でない者を犯人であるという誤認に基づいて、立件・捜査を行う事から始まり、その過程で証拠がでっち上げられる場合もある。 本事案はそれらとは決定的に異なり、当局は真犯人が誰であるかを十分に認識した上で、そうではない無実の人物を故意に犯人とし、犯人そのものをでっち上げた。 そして、その努力の甲斐もなくそれが露見した稀有な事例である。新聞報道により、堺南警察署の行為を知った大阪府警察本部が捜査を本部捜査二課に強制的に移管し、事実関係が明らかになった。冤罪・誤認逮捕とは異なり、捜査当局が主婦の無実を確信していた（それどころか真犯人を知っていた）にもかかわらず逮捕状を請求した（主婦のかかりつけの産科医の猛反対や証拠不十分による逮捕に関して大阪地方検察庁堺支部からの疑念があり、結局逮捕状は取れなかった）行為は、逮捕監禁未遂ではないかとの声も上がっている。主婦が提訴した慰謝料請求訴訟では、法廷で詳細を追及されることを恐れ、第一回公判で請求を認諾し、慰謝料200万円を支払った。主婦は全額を冤罪防止運動団体に寄付した。関係者の処分も、堺南署長を減給（後に辞職）、副署長と警邏課長を戒告（後にそれぞれ警務部付、警ら部付に更迭）、刑事課長を厳重注意処分にする等した。また、国家公安委員会も本部長ら幹部に対し減給の懲戒処分を決定した。着服した巡査は懲戒免職にされ業務上横領罪で大阪地検に送致されたが起訴猶予処分となった。
- 1990年（平成2年）10月、西成警察署刑事課の捜査員と暴力団との癒着が発覚。第22次西成暴動の契機となる。
- 1995年、東住吉事件。事故ではなく保険金殺人であるとの強引な見立て捜査の結果、2人を逮捕。2016年に再審無罪判決。

#### 2000年代
- 2007年（平成19年）1月から2011年5月にかけ、西淀川警察署所属の男性巡査部長が、暴力団関係者に対し、捜査車両などの情報を漏洩したり、その見返りなどで数百万円を受領するなどしていたことが2011年に発覚し、この巡査部長は2011年10月に懲戒免職処分となり[9]、さらに11月に地方公務員法（守秘義務）違反などの容疑で逮捕された[10]。
- 2007年5月、大阪府枚方市発注の清掃工場建設工事を巡る談合事件が発覚し、大阪地方検察庁特別捜査部により捜査第二課の警部補が逮捕され、この事件の真相究明のため、同月30日、警察本部の中央区にある関連部署が大阪地検により家宅捜索を受けた[11]。本来ならば犯罪捜査を行う側の「警察本部」の関連部署が検察庁による強制捜査の対象となる例は極めて異例である（同記事より）。この警部補は懲戒免職処分となるとともに、2008年12月10日付けで最高裁判所第三小法廷が被告人・弁護人側の上告を棄却し、収賄罪などで懲役2年2月の実刑判決が確定している（枚方市工事の談合で元府警捜査2課元警部補、懲役2年2月確定）。
- 2008年9月に大阪府池田市内で発生した性犯罪を巡り、池田警察署刑事課に在籍していた男性警部補が捜査を担当したが、この警部補は現場から採取された証拠品について、無関係の物を保管し捏造していた。その後兵庫県警が別の事件で逮捕した人物と、現場で採取された証拠品とのDNA型が一致したため、府警は当該の警部補を2014年になって事情聴取していたが、警部補は同年5月16日に府警本部内で自殺した[12]。
- 2009年4月から2012年2月にかけ、吹田・淀川・南堺の3警察署の警察官計6人が、公訴時効となった事件の証拠品を送致していなかった事実の隠蔽を図るために、証拠品の保管状況を記載する帳簿に虚偽記載をしていたことが明らかになり、府警は2013年3月13日に、これらの警察官を虚偽公文書作成及び行使の容疑で書類送検した上、4人については減給処分とした[13]。

#### 2010年代
- 2010年（平成22年）春、堺警察署刑事課に着任した男性警部補が、薬物使用事件で押収された注射器数十本について、紛失したものと誤認して無関係の注射器を調達し、証拠品であるとでっち上げていたことが、2013年になって判明。府警は証拠隠滅容疑での立件も視野に入れ捜査[14]し、2013年7月25日に府警は、この警部補を証拠隠滅容疑で書類送検した[15]。
- 2010年6月から10月にかけ、泉大津警察署の47歳の男性警部補が、同署内や勤務する交番などに於いて、自らの部下の警察官に対して6回に亘り、実弾の装填された拳銃を突き付けていたとして、翌2011年3月2日に銃砲刀剣類所持等取締法違反の容疑で書類送検され、停職6か月の処分となった。また、上司の男性警部についても、監督責任を問う形で所属長注意となった[16]。
- 2010年（平成22年）9月29日、枚方警察署の49歳の男性警部補が、同署に留置中の女性に対しわいせつ行為をしていたとして、特別公務員暴行陵虐容疑で逮捕された[17]。
- 2010年（平成22年）11月、南警察署留置管理課の男性巡査部長が、同署に留置中の接見禁止中の被疑者に対し、この被疑者宛の手紙を誤って手渡したが、この時、上司の警部と警部補は、このミスを隠蔽するため、手紙の管理記録を破棄した。府警は2011年8月に、当該の警部を停職3か月、警部補を戒告の処分とし、公用文書毀棄罪で大阪地検に書類送検。警部は依願退職した。また、警部らの上司の警視についても、対応を一任していた責任があるとして戒告とした。他、この警部は、別の被疑者を病院に連れて行った際に、家族と面会させていたことも明らかになっている[18]。
- 2011年（平成23年）3月、泉大津警察署地域課に勤務していた男性警部補が、部下に対し交番内で拳銃を突き付けたとして停職6か月の処分となり、依願退職。その後この男性警部補は、AIU損害保険の社員と共謀して虚偽の保険金請求で1,000万円を騙し取ろうとしたとして、詐欺未遂容疑で逮捕された[19]。
- 2011年（平成23年）5月、東住吉警察署の50歳の男性警部補が、自らの捜査対象であった暴力団組員を通じて知り合った風俗店経営者2人に、みかじめ料などにまつわる相談を受けるようになった上、料亭やデリバリーヘルスなどで4万円以上分に亘っての接待を受けるようになった。いずれも上司への報告を怠っており、府警は、捜査情報の漏洩は無かったとしているものの、不適切な交際であるとして、この警部補を懲戒処分とする方針を決め[20]、その後2013年12月25日に府警は、当該の警部補を減給10分の1の処分とした[21]。
- 2011年（平成23年）5月、地域部第一方面機動警ら隊の男性警部補が、大阪市西成区内で覚醒剤入りの封筒を発見し、捨てた人物に対して職務質問を行ったものの、相手の氏名などの確認を忘れたため、上司から叱責される恐れがあると判断し、覚醒剤をそのまま自分の机の引出しに隠した。この警部補は覚せい剤取締法違反及び証拠隠滅で起訴され、2013年2月19日に大阪地裁はこの警部補に対し、懲役1年6か月（執行猶予3年）の判決を言い渡した[22]。
- 2011年（平成23年）6月、八尾警察署生活安全課の当時53歳の男性警部補と、その部下の男性巡査部長の計3人が、管内で発生したある事件の被疑者の車から押収した木刀を証拠品として押収したものの紛失。さらに、同年10月23日に勤務帰りの電車内で、酒に酔った状態で騒ぎ、さらに注意した男性の腕をつかむなどして他の乗客に110番通報された。3人は、これらの行為がバレると重い処分を受けることが避けられないとして、署内の剣道場から、証拠とは無関係の木刀を持ち出し、証拠品の札を付け捏造を図った。電車内でのトラブルを受け府警が調べたところ、証拠品の捏造行為も発覚した。府警は2012年1月に、これら3人を停職・減給処分とした上、証拠隠滅や虚偽有印公文書作成・同行使容疑などで書類送検[23]。
- 2011年（平成23年）9月、淀川警察署刑事課所属の男性警部補が、恐喝容疑で逮捕した被疑者の所持品を証拠品として押収し保管していたが、このうち、他人名義のキャッシュカードなど数十点を、故意に破砕するなどして破棄していたことが明らかになった。府警はこの警部補を、2012年6月21日に証拠隠滅や公用文書毀棄などの容疑で書類送検し[24]、さらに同年8月8日に停職1か月の処分とした[25]。
- 2012年（平成24年）6月12日、豊能警察署交通課長の50歳の男性警部が、同日夜に開かれた会合で飲酒し、一旦帰宅して自宅で晩酌、その翌朝に、酔いが覚めないうちに自動車を同署まで運転した。府警はこの警部を、同年9月6日に書類送検し、停職処分とした。また、この警部は、前任の警察署で、女性署員らに携帯電話のメールアドレスなどを執拗に訊いていたりしたことも明らかになっており、府警はこの件とも併せて処分した[26]。
- 2012年（平成24年）12月13日、府警が捜査の際に押収した証拠品について、うち117件の事件の301点を紛失していたことが明らかになった。前述の、福島警察署警部らによる証拠でっち上げ問題を契機に、府警が調査した結果判明した。府警はこのうち、紛失を隠蔽するため保管記録に虚偽記載を行うなどした警察官について、虚偽有印公文書作成等の容疑で書類送検した[27]。
- 2012年（平成24年）12月から2013年（平成25年）1月にかけ、住吉警察署刑事課係長の52歳の男性警部補が、署の取調室において、女性被疑者の一人に抱きついたりキスをしたりするなどして、特別公務員暴行陵虐の容疑で書類送検された[28]。
- 2012年（平成24年）12月、堺警察署の留置場に収容されていた男性が、騒いだ末に留置管理課の男性巡査長を殴り、公務執行妨害で現行犯逮捕されたが、この時、不適切な対応があったことを隠蔽するため、複数の警察官が2度にわたって調書を虚偽内容に書き換えていたことが明らかになった。府警は虚偽公文書作成・同行使および偽証などの容疑で捜査[29]。さらに府警は、同署の当時の署長と前副署長も関わっていたとして、警務部付にするなどの更迭人事を行った[30]。
- 2012年（平成24年）、警察庁に出向中の41歳の男性警部が、岸和田警察署勤務当時の2005年に担当していた強制わいせつ事件について、実況見分調書の作成などを怠った上、出向後の2012年になってから、作成日などを捏造していたことが明らかになった。府警は公文書偽造などの容疑で捜査を行っており、この警部の後任の男性警部補からも事情聴取をしている模様[31]。
- 2013年（平成25年）2月、大阪市都島区内のインターネットカフェで窃盗事件が発生し、店内で不審者を発見した店員からの通報で、都島警察署員が不審者の身柄を確保したが、地域課の上司の男性警部補が、実際は通報者である店員が身柄確保し被害物品の財布を発見したにもかかわらず、全て同署員が行なったとする内容に調書を改竄していたことが明らかとなった[32]。
- 2013年（平成25年）2月、茨木警察署地域課の現職警察官4人が、盗難被害品であるバイクの車体番号を削った上廃棄していたとして、また、富田林警察署地域課の男性巡査部長が、管内の窃盗事件などの捜査書類などを無断で廃棄していたとして、2014年11月にそれぞれ証拠隠滅容疑で書類送検された[33]。
- 2013年（平成25年）3月及び4月に、生活安全部生活経済課の男性警部が、出会い系サイトで知り合った女性とわいせつ行為を行った上、これを携帯電話で撮影して、自ら開設したウェブサイトに掲載した。またこの警部は8月12日に、微量の麻薬成分を含んだ植物片を隠し持っていたところを奈良県警に発見された。奈良県警はこの警部を、わいせつ電磁的記録記録媒体陳列と麻薬及び向精神薬取締法違反容疑で書類送検。また府警は、この警部を停職6か月の処分とした[34]。
- 2013年（平成25年）4月、四条畷警察署刑事課に、当時28歳の男性巡査長が新人刑事として配属されたが、上司に当たる49歳の男性警部補らは、この巡査長に対し、連日大声で怒鳴り付けたり、回し蹴りするなどのいじめやパワーハラスメントを行った。この巡査長は同年9月に首吊り自殺した。府警は2014年3月に、関わった警部補ら刑事課員4人を減給などの処分とした[35]。
- 2013年（平成25年）6月、生活安全部生活環境課は、大阪府豊能町内の山林が無許可で伐採されるなどしているとして、同町内の建築会社などに対する強制捜査を実施したが、この際、問題の山林に隣接する場所に居住している無関係の女性の自宅の捜索を行っていたことが明らかになった。府警は、登記簿に記載の捜索対象の会社と女性の住所とが同一だったことで、関連性があると早合点していた模様である[36]。
- 2013年（平成25年）8月、堺市内で知人男性を殴るなどしたとして傷害容疑で西堺警察署に逮捕された元教員の男性（その後無罪が確定）が、人格否定や侮辱的な内容の含まれる違法な取り調べを受けたとして、府を相手取り大阪地方裁判所に200万円の損害賠償の支払いを求め訴訟を提起。2016年3月25日に同地裁は、取り調べの中で侮辱的内容や、教員であった男性の人生を否定する発言もあったなどとして男性の訴えを認め、府に対し100万円の支払いを命じた[37]。
- 2013年（平成25年）9月13日、河内長野市内のスーパーマーケットで万引きをしたとの通報を受け、河内長野警察署が60歳代の男性を調べた際、同署は男性の同意を得て所持品検査を行なったところ、万引きの被害品である食料品の他、女性用下着2着がカバンから発見された。発見された下着が、同年5月に同市内で盗まれた下着と形状が似ていたため、同署は男性を逮捕し5日間拘留したが、その後この男性が「下着は別のスーパーで盗んだ」と供述したため、詳しく調べたところ、下着のメーカーが異なっており、誤認逮捕であることが判明した[38]。
- 2013年（平成25年）11月、黒山警察署が、2012年1月から9月にかけての自転車盗事件について、認知件数を過少計上していた疑いがあることが判明。2012年1月-9月の自転車盗事件が認知件数が116件だったのに対し、翌2013年には431件にまで急増しているため、不自然な伸び方であるとして、府警は実態調査を実施[39]。さらに、黒山警察署以外の他の13警察署においても、2013年の自転車盗の認知件数が100件以上増加していることも明らかになっていて、府警は過少計上の可能性もあるとしてさらに調査[40]。その結果、2012年までの5年間に、数万件に及ぶ事件が未計上のままになっている疑いがあることが明らかとなった[41]。
- 2013年（平成25年）11月27日、南堺警察署の49歳の男性警部補や、都島警察署の38歳の男性警部補ら計11人が、道路交通法違反事件や窃盗事件など管内で発生した事件について、捜査報告書の改竄を行ったなどとして、虚偽公文書作成・同行使罪で書類送検され、減給や戒告などの処分を受けた[42]。12月、他に改竄が発覚した堺警察署の当時の署長・副署長が書類送検、当時の刑事部長（その後栃木県警察本部長）が人事処分[43]。更に、この問題を受けて本部が調査を行なったところ、全ての警察署において2008年から犯罪認知件数の過少報告が行なわれていた事が2014年7月に判明。10年から12年にかけては当時の知事・橋下徹による“街頭犯罪発生率ワーストワン返上”の大号令が掛けられており、実際は全く減っていなかった事が分かった。歴代の刑事総務課長4人、46所轄署の署長と刑事課長・捜査員それぞれ115人、合計280人が人事処分[44]。「賭博ゲーム台汚職」を上回る大量処分となる。橋下は自分のハッパが不祥事を招いたことについて「責任を感じる」とコメント。
- 2013年（平成25年）12月13日、府警の警察官数名が、暴力団警戒のため福岡県八幡西警察署に応援派遣されていたが、このうち、生野警察署直轄警察隊の33歳の男性巡査部長が、食堂内で部下の男性巡査に拳銃を突き付けるなどした。2014年2月に府警はこの巡査部長を、銃刀法違反容疑で書類送検すると共に、停職1か月の処分とした[45]。
- 2014年（平成26年）5月、府警に拳銃の密売情報などを提供し、捜査協力者となっていた男性が、奈良県警察に銃刀法違反容疑で逮捕されていたことが判明。また、この時に奈良県警が押収した拳銃の中に、府警が取引を確認しようとしていた密売拳銃も含まれ、そのまま所在不明となった可能性も出ている[46]。
- 2014年（平成26年）7月、大阪市内の警察署に勤務する50歳代の男性警部補が、過去約16年間にわたり、自分が担当していた事件の捜査書類や証拠品など約3,000点を自宅に持ち帰り隠していたことが明らかになった[47]。
- 2014年（平成26年）7月、刑事部捜査第三課の男性巡査部長および福井県警察捜査一課の男性巡査部長が、強盗事件で逮捕・起訴された被告人に対し、要求に従う形で便宜供与をしたとする内容のメモを渡していたことが判明し、府警および福井県警はこれらの捜査員を所属長注意の処分とした[48]。
- 2014年（平成26年）7月30日 - 府警は7月30日、2008～2012年の5年間に認知した事件計8万1,307件を、警察庁が治安の指標としてまとめる犯罪統計に申告していなかったとする調査結果を明らかにした。「街頭犯罪のワースト1位返上」は事実ではなかった。この不正行為には全65警察署が関わっていた。都道府県別の街頭犯罪の認知件数で、全国ワースト1位が続いた大阪府は2010～2012年、東京都を下回ったとされていたが、実際には最悪のままだたった。今回の虚偽事件で府警は、内規などに基づいて幹部を含む280人の処分を決めた[49]。
- 2014年（平成26年）9月、1997年に藤井寺市内で発生した傷害事件について、羽曳野警察署が被疑者を割り出していたにもかかわらず、署内に証拠品や逮捕状の請求書が放置されたままとなり、2004年に公訴時効が成立していたことが、同月までに判明。請求書や証拠品は、2012年に同署の機械室内から発見されており、他署でも同様に不適切な証拠品や書類の保管が実施されている可能性が出ている[50]。
- 2014年（平成26年）10月、曽根崎警察署が窃盗容疑で逮捕した被疑者が所持していた1万円札5枚のうち1枚を、同署の証拠品係である32歳の男性巡査長が盗んでいた疑いが浮上。府警はこの巡査長を窃盗容疑で書類送検する方針[51]。
- 2014年（平成26年）11月29日、刑事部捜査第四課の男性警部補が、10月11日に警察学校の教官時代の教え子である20歳代の女性警察官を無理矢理触るなどしたとして、強制わいせつ容疑で逮捕された[52]。
- 2015年（平成27年）1月24日、阿倍野警察署の巡査長（当時27歳、逮捕後に懲戒免職）が、不倫相手の社会福祉士の女性（当時23歳）を殺害する事件が発生した。10月6日に行われた判決公判で元巡査長に懲役18年（求刑懲役20年）を言い渡した[53]。10月21日まで控訴せず刑が確定した[54]。
- 2015年（平成27年）2月17日、泉大津警察署の40代の男性巡査部長ら少なくとも16人の警察官が、2011年から2015年にかけ、夏の全国高校野球大会の優勝校を予想する賭博行為をしたとして本部長注意処分となっていたことが判明[55]。
- 2015年（平成27年）6月10日、50代女性の自宅を勤務時間中に訪れて複数回性行為をしたとして、10日、寝屋川警察署地域課の巡査長を停職1カ月の懲戒処分とし同日付で依願退職した[56]。
- 2015年（平成27年）9月7日、監禁と集団強姦の容疑で箕面警察署刑事課の巡査部長と府警の元巡査長の2人を逮捕。2014年12月他数人と共謀し大阪市内のホテルに20代女性を監禁し集団強姦を行った。元巡査長がネット掲示板で集団強姦の参加者を募って数人を加えた[57]。その後、巡査部長は懲戒免職、上司に当たる当時の箕面署長も本部長注意となったが、大阪地検は巡査部長らを処分保留で釈放している[58]。
- 2016年（平成28年）2月1日、大半の警察署で計約5千事件の関係書類や証拠品が不適切に保管され、8割超の約4,300件（証拠品は約1万点）が放置されたまま公訴時効が成立していたことが発覚。放置された書類や証拠品はボイラー室や倉庫などで見つかり、30年以上前の事件もあった[59]。
- 2016年（平成28年）2月25日、曽根崎警察署刑事課に勤務する40歳代の男性警部補が、同居している元妻が生活保護費を不正受給しているにもかかわらず、これを黙認していたとして、減給10分の1（3か月）の懲戒処分となっていたことが判明[60]。
- 2016年（平成28年）10月18日、機動隊の男性巡査部長と巡査長が沖縄県国頭郡で行われた米軍北部訓練場の工事反対デモにおいて、デモ隊に対して「土人」「シナ人」と暴言を吐いた。これを受けて21日、府警は暴言を吐いた2名を戒告の処分とし、中隊長を務めていた男性警部を所属長口頭注意とした[61]。
- 2017年（平成29年）1月、東淀川警察署交通課の男性警部補が、2016年8月に署の端末で調べた個人情報を他人に漏洩したとして、地方公務員法違反容疑で書類送検[62]。
- 2017年（平成29年）1月25日、港警察署地域課の38歳の男性巡査長が、2014年4月以降に「エネルギーを消耗するため」との理由で巡回を拒否するなどしたとして、府警はこの巡査長を「警察官としての適格性を欠く」として分限免職処分とした[63]。
- 2017年（平成29年）3月、府警の30歳代の男性巡査長が、元夫からのドメスティックバイオレンス（DV）から避難していた女性について、元夫に対し警告のため電話を入れたが、その際、被害女性の居住地域を管轄する警察署名を誤って伝えていたことが、2018年1月に判明。女性は居住地域が特定される可能性があるとして転居し、府警は女性に対し、転居費用を補償することになった[64]。
- 2017年（平成29年）4月8日 - 貝塚警察署地域課の男性巡査（25歳）が、勤務中だった1日午後4時頃、貝塚市地蔵堂の男性（89歳）の自宅から、現金およそ300万円を盗んだとして逮捕された。監察室によると、男性巡査はギャンブルなどで数百万円の借金があり、「男性が大金を保管しているのを知り、盗めば借金を返せると思った」と話し、容疑を認めている。1月、男性から警察に「財布がなくなった」と申告があり、男性巡査は、被害届を作成するため、上司とともにこの男性宅を訪問し、タンスの上の箱に現金およそ500万円があることを知った。この訪問の2日後にも200万円がなくなっていて、これについても、男性巡査が盗んだと供述していて、府警が裏付け捜査を進めている[65]。大阪地方裁判所は、7月14日、元男性巡査（懲戒免職）に対し、懲役2年6月、執行猶予4年（求刑懲役2年6月）の有罪判決を言い渡した。裁判所は「被害額が高額な上、警察官への信用を逆手に取った犯行で、特に悪質だ。信頼を失墜させており、社会的影響も大きい」と指摘。一方、男性に550万円を支払って示談が成立したことや、懲戒処分を受けたことなどを挙げ「直ちに刑務所に収容するのは酷だ」として執行猶予処分とした[66]。
- 2017年（平成29年）5月、窃盗罪で4月に起訴された貝塚警察署地域課の男性巡査が、虚偽の利用目的で携帯電話を数台契約し、他人に譲渡していた疑いが浮上。この巡査は、借金返済のため闇金融に登録したところ、知らない人物から「闇金融を利用していることを口外されたくなければ携帯電話を送れ」と脅されたためとしている[67]。
- 2017年（平成29年）5月2日、大阪市中央区内で府警の3人の警察官に職務質問された男性が、弁護士に相談するため大阪弁護士会館に入ったが、その際に警察官らは男性や男性に合流した弁護士を追尾して弁護士会館内に立ち入り、男性らを取り囲んで相談の様子をビデオ撮影した。府警は適切な捜査だったと主張しているが、大阪弁護士会は、警察官らの行為は弁護士会の管理権を侵害している上、建造物侵入罪にも該当し得ることであり、接見交通権を侵害しているなどとして、6月14日に府警に対し再発防止を求める抗議文を送った[68][69]。
- 2018年（平成30年）3月、刑事部捜査第三課の男性巡査長が、同僚と酒を飲んだ帰りに、福知山線の特急列車に特急料金を支払わずに乗車し、検札に来た車掌に「公務中」と称して警察手帳を示した。車掌は、巡査長がその後座り寝込んだことや、酒の匂いがしたことなどを不審に思い、翌日JR西日本が府警に問い合わせ発覚。府警はこの巡査長を減給10分の1（3か月間）の処分とした[70]。
- 2018年（平成30年）7月、生活安全特別捜査隊の男性巡査長と、曽根崎警察署生活安全課の男性巡査長の計2人が、行政書士事務所に勤務している府警OBの男と行政書士に対し、風俗店に関する捜査情報を漏洩した見返りに飲食の接待を受けていたなどとして、加重収賄容疑で逮捕された。また、この件では、当該の行政書士も贈賄容疑で逮捕されている[71]。
- 2018年（平成30年）9月、南警察署警備課の24歳の男性巡査が、4月と6月の2回にわたり、大阪市内の2警察署に保管されていた拾得物の現金計数十万円を騙し取ったとして、知人男性2人と共に詐欺容疑で逮捕された。この巡査は、府警の拾得物情報に関するシステムで現金の情報を多数閲覧し、知人男性を落し主に仕立て上げていたとされる[72]。
- 2018年（平成30年）8月12日、強盗致傷等の容疑で、富田林警察署に勾留中の被疑者が逃走するという事件が発生した。被疑者は逃走直前まで弁護士と接見しており、弁護士は誰にも接見終了を告げずに警察署を後にした。それから1時間40分後、接見が長すぎることを不審に思った署員が面会室を確認したところ、被疑者は両者を仕切るアクリル板を破壊して逃走していた。弁護士と被疑者の接見中に署員を近くに配置しておらず、また面会室の出入りを感知するセンサーの電池を抜いていた[73]。その後被疑者は9月29日に山口県周南市で逮捕された。この事件を受け、府警は10月12日に署長の更迭を含む関係者計14人を処分した[74]。
- 2019年（平成31年）3月20日、羽曳野・曽根崎両警察署において、捜査書類や証拠品計百数十点について、放置の上紛失していたことが明らかになった。2016年の調査で見落とされた可能性がある[75]。
- 2019年（令和元年）6月 - 16日に発生した、吹田警察署千里山交番での警察官襲撃事件の捜査に当たっていた刑事部捜査第四課の48歳の男性警部が、警察手帳を紛失していたことが明らかになった。悪用の情報は無いとしているものの、府警としては、手帳が発見された場合でもこの警部に何らかの処分を科すとしている[76]。

#### 2020年代
- 2020年（令和2年）2月19日 - 本部所属の男性巡査部長（30代）が2019年12月6日午後10時半ごろ和歌山市内の路上を酒気帯び状態でバイクを運転。検問に気付いて引き返したが、和歌山県警察の警察官から職務質問を受け、呼気からアルコール分が検出された。男性巡査部長は過去にも飲酒運転を繰り返していたと供述。府警は2月19日付で男性巡査部長を減給10分の1（1か月）の懲戒処分とした。男性巡査部長は同日付で依願退職[77]。
- 2020年（令和2年）4月16日 - 城東警察署地域課の21歳の男性巡査が、小学生（11歳）と中学生（14歳）の兄弟が拾得物として届け出た現金1万円を着服。府警は22日にこの巡査を業務上横領罪で逮捕した[78][79]。5月20日、府警は男性巡査を懲戒免職処分とした[80]。
- 2020年（令和2年）5月22日 - 堺警察署地域課の男性巡査（22歳）が大阪府岸和田市内の自宅で大麻0.16gを所持していたため、6月4日に大麻取締法（所持）違反容疑にて逮捕。本人が大麻の使用を認めている。また別の警察署に勤務する男性巡査3人（20～22歳）も大麻の使用を認めていることが判明。府警は24日4人全員を懲戒免職処分とした[81][82][83]。9月16日、大阪地方裁判所は元男性巡査に対し、懲役1年2月、執行猶予3年、追徴金6万円（求刑懲役1年6月、追徴金6万円）の有罪判決を言い渡した[84]。
- 2020年（令和2年）7月20日 - 南海難波駅でこの日、改札を通過しようとした男性が、割り込んできた別の男性に肘打ちされ打撲傷を負う事件が発生したが、事件の捜査に当たった南警察署が、被疑者の直前に自動改札機を通過した別人の改札機利用データを誤って取得していたことが、翌2021年11月になって判明。ミスに気付いた時には2ヵ月間のデータ保存期間が過ぎており、2021年11月現在も被疑者の特定には至っていない[85]。
- 2021年（令和3年）1月20日 - 警備部第三機動隊の男性巡査部長（30代）が、駐大阪・神戸米国総領事館（大阪市北区）の警備業務の待機中に立ち寄ったコンビニのトイレに実弾入りの拳銃1丁などを置き忘れた。約30分後に同トイレを使用した買い物客が発見し、店長を通じて警察官に届け出た。拳銃に使用された形跡はなかった。男性巡査部長は紛失に気が付いていなかった[86]。
- 2021年（令和3年）3月20日 - 大阪市中央区内のホテルで性的サービスを受けていた最中に、相手の女性に無断でスマートフォンで動画を撮影していた生活安全部少年課の警部が、軽犯罪法違反の現行犯で逮捕された[87]。
- 2022年（令和4年）6月26日 - 兵庫県神戸市内を自動車で走行中であった男性が、大阪府警察のパトカーに警音器を使用され、前に割り込まれる等して停車させられたうえ、職務質問に応じるよう求められたためこれに応じたところ、職務質問を行った所属等不明の警察官の一人が、職務質問中に「何人や、日本人か。」「答えろやこの輩。」「ガタガタさっきから文句言うなやコラ。」「あんたもし出よらんかったら免許不正でパクったるで。」「言い方がガタガタ言うてんちゃうんさっきから。」等と申し向けたほか、男性が「勝手に（車内を）見ないでください。」と言ったにもかかわらず男性の自動車内の検索を行い、また男性の顔に懐中電灯を照射する等した[88]。
- 2022年（令和4年）7月4日 - 府警は、枚方警察署長の59歳の男性警視を、同日付で更迭し警務部付に異動させた。署員に対し不適切な言動があったとしているが、詳細は明らかにしていない[89]。
- 2022年（令和4年）12月14日 - 福島警察署の留置場で9月、殺人容疑で再逮捕された被疑者が自殺した件で、留置管理課の男性警部補（58）ら3人が被疑者の私物保管庫を自殺の6日前にチェックしたとして点検簿を偽造していたことが判明した。府警は3人を虚偽有印公文書作成・同行使の疑いで書類送検した[90]。
- 2022年（令和4年）12月20日 - 淀川署地域課の41歳の男性警部補と26歳の男性巡査長が11月に、大阪市淀川区内の一方通行の道路を、誤ってパトカーで逆走し、その際に、違反の様子が記録された車載カメラのデータを消去するなどして揉み消しを行っていたことが明らかになった。このパトカーの別の車載機器には、データ消去を行う際の両警察官の音声が残っていた。近傍で取締りを行っていた別の警察官の目撃で発覚したもので、府警は警部補を警務部長訓戒、巡査長を本部長注意の処分とした[91]。
- 2025年（令和7年）8月3日 - 大阪市のビルを家宅捜索中に男性を殴ったとして、特別公務員暴行陵虐の疑いで、捜査4課の警部補と巡査部長を逮捕した[92][93]。

## ラグビー部
- 大阪府警察ラグビー部は、1953年に創部。
- 1958年にラグビーの関西社会人リーグ発足と同時に加入。2003年のリーグ改編以降はトップウエストAリーグに所属。部員全員が第1機動隊の隊員[94][95][96][97][98]。

主な戦績
- 1982年・1983年：当時の関西社会人Aリーグで2連覇
- 全国社会人ラグビーフットボール大会：通算30回出場